# Молхо, Семи
Семи Молхо (род. 24 мая 1936, Тель-Авив) — израильский режиссёр, мим, автор тренингов и книг о «языке телодвижений».

## Биография
Семи Молхо изучал в Израиле классические танцы и пантомиму. В дальнейшем проводил в разных странах семинары на тему «язык телодвижений». Написал об этом книги, принесшие ему широкую известность: они были впоследствии переведены на 12 языков.

## Публикации
- Körpersprache (1983)
- Magie der Stille (1987)
- Körpersprache als Dialog (1987)
- Körpersprache im Beruf (1988)
- Partnerschaft und Körpersprache (1990)
- Körpersprache der Kinder (1992)
- Alles über Körpersprache (1995)
- Körpersprache (Video) (1995)
- Körpersprache der Kinder (Video) (1997)
- Körpersprache der Promis (2003)
- Körpersprache des Erfolgs (2005)
- ABC der Körpersprache (2006)
- SAMY MOLCHO LIVE (DVD) (2006)
- Mit Körpersprache zum Erfolg 2.0 (DVD ROM) (2007)
- SAMY MOLCHO …UND EIN TROPFEN EWIGKEIT — MEIN BEWEGTES LEBEN (2007)
- Das 1x1 der Körpersprache der Kinder (2008)
- Mit Körpersprache zum Erfolg 3.0 (DVD ROM) (2009)
- Umarme mich, aber rühr mich nicht an — Körpersprache der Beziehungen Von Nähe und Distanz (2009)